# Jakub Škarek
Jakub Škarek (* 10. listopadu 1999, Jihlava) je český hokejový brankář který v současné době působí v San Jose Barracuda hrající AHL. V roce 2016 o něm Česká televize natočila krátký portrét s názvem Ježek v kleci. Téhož roku získal ocenění v kategorii Sportovec JUNIOR - chlapci v anketě Sportovec Kraje Vysočina.

## Začátky v Extralize

### Přípravné zápasy
S "A" mužstvem se připravoval i během letní pauzy a v sezoně 2015/2016 se dočkal i prvních startů, když nastoupil v rámci Regionálního poháru v zápasech s ČEZ Motor České Budějovice (1:2 po sn) a Rytíři Kladno (2:0). Do prvního soutěžního zápasů za tým dospělých nastoupil souhrou náhod hned ve 2. ligovém kole soutěžního ročníku 2015/16 proti Ústí nad Labem. V přípravě na novou sezonu se totiž zranila předpokládaná jednička David Honzík, Vladislava Habala, který odehrál první zápas proti Litoměřicím (4:1), neuvolnily Karlovy Vary, a Lukáš Sáblík prodělal mononukleózu, takže v zápase figuroval jako náhradník. Škarek v zápase kryl 27 střel, překonal ho pouze Jiří Kuchler a pomohl tam k vítězství Dukly 4:1. V brance Dukly se objevil i v následujících duelech v Šumperku (26 zákroků; 5:4 po pr.) a s Přerovem (29 zákroků; 2:3 po sn.). Ve svém čtvrtém soutěžním zápase, v Prostějově, se dočkal první ligové nuly, když kryl všech 29 střel a pomohl tak Dukle k výhře 2:0. V zápase 10. kola v derby proti SK HS Třebíč předvedl 30 zákroků (překonal jej pouze David Dolníček) a pomohl tak Dukle k vítězství 2:1, za což byl serverem hokej.cz vyhlášen Hráčem kola. K zajímavé situaci došlo v zápase 8. kola s HC Slavia Praha (2:4), kdy po 2. třetině za stavu 2:1 pro domácí Duklu reklamovali slávističtí hráči u hlavního rozhodčího velikost Škarkovy masky, ovšem s reklamací neuspěli. V základní části WSM ligy odchytal 20 zápasů, udržel dvakrát čisté konto a s průměrem 2,27 branek na zápas a úspěšností 93,11% skončil mezi brankáři na druhém místě hned za týmovým kolegou Davidem Honzíkem. Ve čtvrtfinálové sérii play-off s Havířovem si poprvé zahrál až 5. zápas a tým tak i jeho zásluhou postoupil do semifinále. V sérii s Ústím si zachytal o poznání více – už ve druhém zápase pomohl k vítězství 5:4 po prodloužení (Dukla tak v sérii vedla už 2:0). Výborný výkon předvedl ve čtvrtém zápase – kryl všech 37 střel soupeře, vychytal samostatný nájezd Merta a pomohl tak k výhře 3:0, která znamenala pro Duklu mečbol v boji o postup do baráže o extraligu. Pátý zápas vyhrála Dukla hladce 7:2 a se Škarkem v brance si tak po 12 letech zajistila šanci bojovat v baráži o postup do extraligy. Jelikož měl Honzík v Jihlavě hostování jen pro WSM ligu, stal se brankářskou jedničkou pro baráž právě Škarek.
Další rok vzhledem k reprezentačním povinnostem nastoupil do přípravy jihlavské Dukly až na druhou půlku přátelských zápasů. Byl tak u porážky s Torpedem Nižnij Novgorod (0:6), s HK Dukla Trenčín (2:3) a u vítězství nad SK Horácká Slavia Třebíč (3:2p). Do této sezony vstoupil jako jihlavská brankářská jednička, záda mu kryl Miroslav Svoboda, který přišel na vlastní přání na hostování z Třince. Do konce roku se oba brankáři podělili o porci zápasů téměř rovnoměrně. Na první nulu v této sezoně Škarek čekal až do 22. ligového kola, kdy vychytal hráče Mostu. Do play-off vstupoval jako brankářská dvojka a odchytal 5 zápasů, další dva starty si připsal v úspěšné baráži o extraligu. Více startů v baráži mu mj. znemožnila nominace na mistrovství světa hráčů do 18 let.
Před začátkem sezony se Sparta Praha s jihlavskou Duklou domluvila na příchodu Jakuba Škarka. Ten tak po odchodu Adama Brízgaly do USHL doplňuje formou střídavých startů dvojici Tomáš Pöpperle – Filip Novotný. Premiéru za Spartu si odbyl v přípravném zápase s HC Slavia Praha (3:2sn). V lize v dresu Sparty poprvé nastoupil v zápase 21. kola na hřišti Zlína a hned si připsal čisté konto. Dařilo se mu i v následujících zápasech – proti Mladé Boleslavi kryl 40 ze 43 střel a v zápase s Pardubicemi ho prostřelil pouze Tomáš Rolinek.
Před startem nového, pro Duklu extraligového, ročníku dostal Škarek dva nové kolegy – norského reprezentačního brankáře Larse Voldena a českého mládežnického reprezentanta Josefa Kořenáře, který jako nedraftovaný hráč podepsal smlouvu v NHL s celkem San Jose Sharks a ten jej poté uvolnil do Evropy. Kořenář byl pro zbytek roku zapůjčen z Jihlavy do Benátek nad Jizerou, kde se střídal s Alešem Stezkou. Po sezoně byl draftován týmem New York Islanders se kterými nováčkovskou smlouvu podepsal ale vydal se chytat do finské Liigy
Ve Finsku působil převážně jako dvojka v týmu Pelicans, připsal si i pár startů pár startů v nižší finské lize Mestis. Před začátkem další sezony se s New York Islanders dohodl, že na další ročník odejde z Finska a přemístí se do AHL.
V únoru 2025 si poprvé zahrál v NHL jako hráč New York Islanders, při své premiéře byl u prohry s Floridou Panthers 3:6.

## Reprezentační kariéra

### Juniorská léta
V srpnu 2015 se s reprezentací Česka 17 zúčastnil turnaje ve švýcarské Arose, kde Češi obsadili 2. místo. V říjnu se dočkal nominace na prestižní turnaj World Hockey Challenge, který se uskuteční v kanadských městečkách Dawson Creek a Fort St. John. Na turnaji česká reprezentace obsadila předposlední 7. místo.
V červenci 2016 se zúčastnil letního kempu reprezentační osmnáctky v Třemošné, kam ho pozval trenér Václav Varaďa, a následně i na Memoriál Ivana Hlinky.
V prvním zápase se Švýcarskem sice dostal gól už ve 2. minutě, ale zbývajících 15 střel chytil a pomohl týmu k výhře 6:1. Mnohem více práce měl v zápase s Finskem (5:3), kdy kryl 27 střel a česká reprezentace tak postoupila do semifinále turnaje. V posledním zápase skupiny s USA (2:4) nechytal, ale na rozhodující fázi turnaje se vrátil do branky. V semifinále se Švédskem (2:1 po prodloužení) chytil 41 střel, překonal ho pouze Rasmus Dahlin a výrazně pomohl k postupu do finále. V něm dokázali Češi vrátit porážku USA (4:3) a poprvé v historii tak tento prestižní turnaj vyhráli.
Svými výkony za jihlavskou Duklu i reprezentační osmnáctku si v říjnu 2016 řekl o pozvánku do reprezentační dvacítky na Turnaj čtyř ve Švédsku. Na turnaji dostal šanci v prvních dvou zápasech – se Švédskem (3 góly ze 34 střel) a Ruskem (3 góly ze 37 střel) Díky těmto výkonům se dostal i do nominace na juniorské mistrovství světa 2017. Na mistrovství světa dostal šanci hned prvním zápase s Finskem, kryl 22 ze 23 střel a český tým porazil obhájce titulu 2:1.
Na MS juniorů se ukázal i další rok kde se o místo dělil s Josefem Kořenářem.
Na MS 20 2019 odchytal pouze jeden zápas.

## Ocenění a úspěchy
- 2017 1.ČHL – Nejvíce vítězství
- 2017 Postup s týmem HC Dukla Jihlava do ČHL
- 2022 AHL – Brankář ledna 2022

## Prvenství

### ČHL
- Debut - 15. listopadu 2016 (PSG Zlín proti HC Sparta Praha)
- První čisté konto - 15. listopadu 2016 (PSG Zlín proti HC Sparta Praha)
- První inkasovaný gól - 20. listopadu 2016 (BK Mladá Boleslav proti HC Sparta Praha, českým útočníkem Matějem Stříteským)

### NHL
- Debut - 2. února 2025 (Florida Panthers proti New York Islanders)
- První inkasovaný gól - 2. února 2025 (Florida Panthers proti New York Islanders, kanadským útočníkem Carter Verhaeghe)

## Klubová statistika

### Základní části
| Sezona         | Tým                     | Liga           | Z  | V  | P  | Pvp | MIN   | OG  | ČK | POG  | %ChS |
| -------------- | ----------------------- | -------------- | -- | -- | -- | --- | ----- | --- | -- | ---- | ---- |
| 2015–16        | HC Dukla Jihlava        | 1.ČHL          | 20 | 11 | 9  | 0   | 1219  | 46  | 2  | 2.26 | .931 |
| 2016–17        | HC Dukla Jihlava        | 1.ČHL          | 28 | 21 | 7  | 0   | 1674  | 59  | 1  | 2.11 | .924 |
| 2016–17        | HC Sparta Praha         | ČHL            | 4  | 4  | 0  | 0   | 245   | 6   | 1  | 1.47 | .946 |
| 2017–18        | HC Dukla Jihlava        | ČHL            | 21 | 9  | 12 | 0   | 1218  | 49  | 1  | 2.41 | .913 |
| 2017–18        | HC Stadion Litoměřice   | 1.ČHL          | 10 | 5  | 5  | 0   | 600   | 19  | 0  | 1.90 | .942 |
| 2018–19        | Pelicans                | Liiga          | 22 | 6  | 8  | 7   | 1312  | 54  | 1  | 2.47 | .906 |
| 2018–19        | Peliitat                | Mestis         | 7  | 1  | 4  | 2   | 426   | 20  | 0  | 2.86 | .896 |
| 2019–20        | Worcester Railers       | ECHL           | 14 | 3  | 9  | 2   | 756   | 47  | 0  | 3.73 | .879 |
| 2019–20        | Bridgeport Sound Tigers | AHL            | 16 | 3  | 10 | 1   | 863   | 47  | 1  | 3.27 | .888 |
| 2020–21        | Peliitat                | Mestis         | 4  | 0  | 3  | 1   | 243   | 18  | 0  | 4.44 | .833 |
| 2020–21        | Bridgeport Sound Tigers | AHL            | 12 | 3  | 8  | 1   | 721   | 42  | 0  | 3.50 | .887 |
| 2021–22        | Bridgeport Islanders    | AHL            | 37 | 16 | 15 | 4   | 2110  | 116 | 1  | 3.30 | .896 |
| 2022–23        | Bridgeport Islanders    | AHL            | 38 | 15 | 16 | 3   | 2157  | 121 | 2  | 3.37 | .892 |
| 2023–24        | Bridgeport Islanders    | AHL            | 36 | 7  | 22 | 6   | 2116  | 114 | 0  | 3.23 | .888 |
| 2024–25        | Bridgeport Islanders    | AHL            | 22 | 5  | 13 | 1   | 1159  | 68  | 1  | 3.52 | .884 |
| 2024–25        | New York Islanders      | NHL            | 2  | 0  | 1  | 0   | 76    | 5   | 0  | 3.94 | .872 |
| Celkem v ČHL   | Celkem v ČHL            | Celkem v ČHL   | 25 | 13 | 12 | 0   | 1,463 | 55  | 2  | 2.25 | .919 |
| Celkem v Liiga | Celkem v Liiga          | Celkem v Liiga | 22 | 6  | 8  | 7   | 1,312 | 54  | 1  | 2.47 | .906 |
| Celkem v NHL   | Celkem v NHL            | Celkem v NHL   | 2  | 0  | 1  | 0   | 76    | 5   | 0  | 3.94 | .872 |

### Play-off
| Sezona  | Tým                  | Liga  | Z | V | P | MIN | OG | ČK | POG  | %ChS |
| ------- | -------------------- | ----- | - | - | - | --- | -- | -- | ---- | ---- |
| 2015–16 | HC Dukla Jihlava     | 1.ČHL | 4 | 4 | 0 | 248 | 8  | 1  | 1.94 | .941 |
| 2016–17 | HC Dukla Jihlava     | 1.ČHL | 5 | 3 | 2 | 306 | 10 | 1  | 1.96 | .916 |
| 2021–22 | Bridgeport Islanders | AHL   | 1 | 0 | 1 | 71  | 3  | 0  | 2.54 | .912 |
| AHL     | AHL                  | AHL   | 1 | 0 | 1 | 71  | 3  | 0  | 2.54 | .912 |

### Reprezentace
| Rok                    | Tým                    | Soutěž                 | Z  | V | P | R | MIN | OG | ČK | POG  | %ChS |
| ---------------------- | ---------------------- | ---------------------- | -- | - | - | - | --- | -- | -- | ---- | ---- |
| 2015                   | Česko 17               | WHC-17                 | 3  | 1 | 2 | 0 | 180 | 4  | 0  | 4.67 | .863 |
| 2016                   | Česko 18               | MIH-18                 | 4  | 4 | 0 | 0 | 250 | 8  | 0  | 1.92 | .930 |
| 2017                   | Česko 20               | MSJ                    | 3  | 1 | 2 | 0 | 180 | 10 | 0  | 3.34 | .884 |
| 2017                   | Česko 18               | MS-18                  | 4  | 1 | 2 | 0 | 170 | 15 | 0  | 5.29 | .853 |
| 2018                   | Česko 20               | MSJ                    | 5  | 1 | 2 | 0 | 162 | 14 | 0  | 5.19 | .848 |
| 2019                   | Česko 20               | MSJ                    | 1  | 0 | 0 | 0 | 20  | 1  | 0  | 3.00 | .900 |
| Juniorská reprezentace | Juniorská reprezentace | Juniorská reprezentace | 20 | 8 | 8 | 0 | 962 | 52 | 0  | 3.24 | .875 |